# Роз'їзд 37
Роз'їзд 37 (каз. рзд.37) — станційне селище у складі Отирарського району Туркестанської області Казахстану. Входить до складу Тимурського сільського округу.
Населення — 33 особи (2021; 64 у 2009, 51 у 1999, 18 у 1989).